# Emeric Jenei
Emeric Alexandru Jenei (węg. Imre Jenei, ur. 22 marca 1937 w Agrișu Mic) – rumuński piłkarz i trener piłkarski węgierskiego pochodzenia.
Jako zawodnik i szkoleniowiec najdłużej – łącznie dwadzieścia dwa lata – związany był ze Steauą Bukareszt, z którą także odnosił największe sukcesy. W czasie kariery piłkarskiej trzykrotnie zdobył z nią mistrzostwo kraju, a jako trener dołożył kolejne pięć tytułów. Jest również twórcą największego sukcesu międzynarodowego Steauy w jej historii: w 1986 prowadzona przez niego drużyna zdobyła pierwszy (i jedyny) Puchar Europejskich Mistrzów Krajowych. Poza tym trenował inne zespoły z ligi rumuńskiej, a także z Grecji i Węgier, jednak z mniejszymi sukcesami.
Dwukrotnie – w latach 1986–1990 i w 2000 – był selekcjonerem reprezentacji Rumunii. Jego dwie kadencje wyznaczają początek i koniec najlepszego okresu drużyny narodowej w jej historii: w latach 90. piłkarze prowadzeni na boisku przez Gheorghe Hagiego, Gheorghe Popescu czy Dana Petrescu grali trzykrotnie w mistrzostwach świata (dwa razy 1/8 finału i raz ćwierćfinał) i dwukrotnie w mistrzostwach Europy (runda grupowa i ćwierćfinał). Na turniejach, na których Rumunię trenował Jenei – Mundialu 1990 i Euro 2000 – dwa razy dochodziła ona do drugiej rundy.
Jenei jest nie tylko jednym z najbardziej utytułowanych trenerów w historii rumuńskiej piłki nożnej, ale także wychowawcą wielu innych szkoleniowców, m.in. Anghela Iordănescu, Victora Pițurki i Ladislaua Bölöniego.

## Kariera piłkarska
Jest wychowankiem małego klubu 7 Noiembrie Arad. Po zakończeniu II wojny światowej grał także we Flamurze Roșie Arad i Progresulu Bukareszt. W 1957 trafił do Steauy Bukareszt, w której występował przez kolejnych dwanaście lat. W tym czasie zdobył z drużyną ze stolicy Rumunii trzy tytuły mistrzowskie oraz cztery razy wygrywał w rozgrywkach o Puchar kraju. Piłkarską karierę zakończył w 1971 w tureckim Kayserisporze.
W barwach reprezentacji Rumunii rozegrał 12 meczów, m.in. w 1959 wystąpił w towarzyskim spotkaniu z Polską. Z drużyną narodową brał udział w igrzyskach olimpijskich 1964 (ćwierćfinał).

## Kariera szkoleniowa

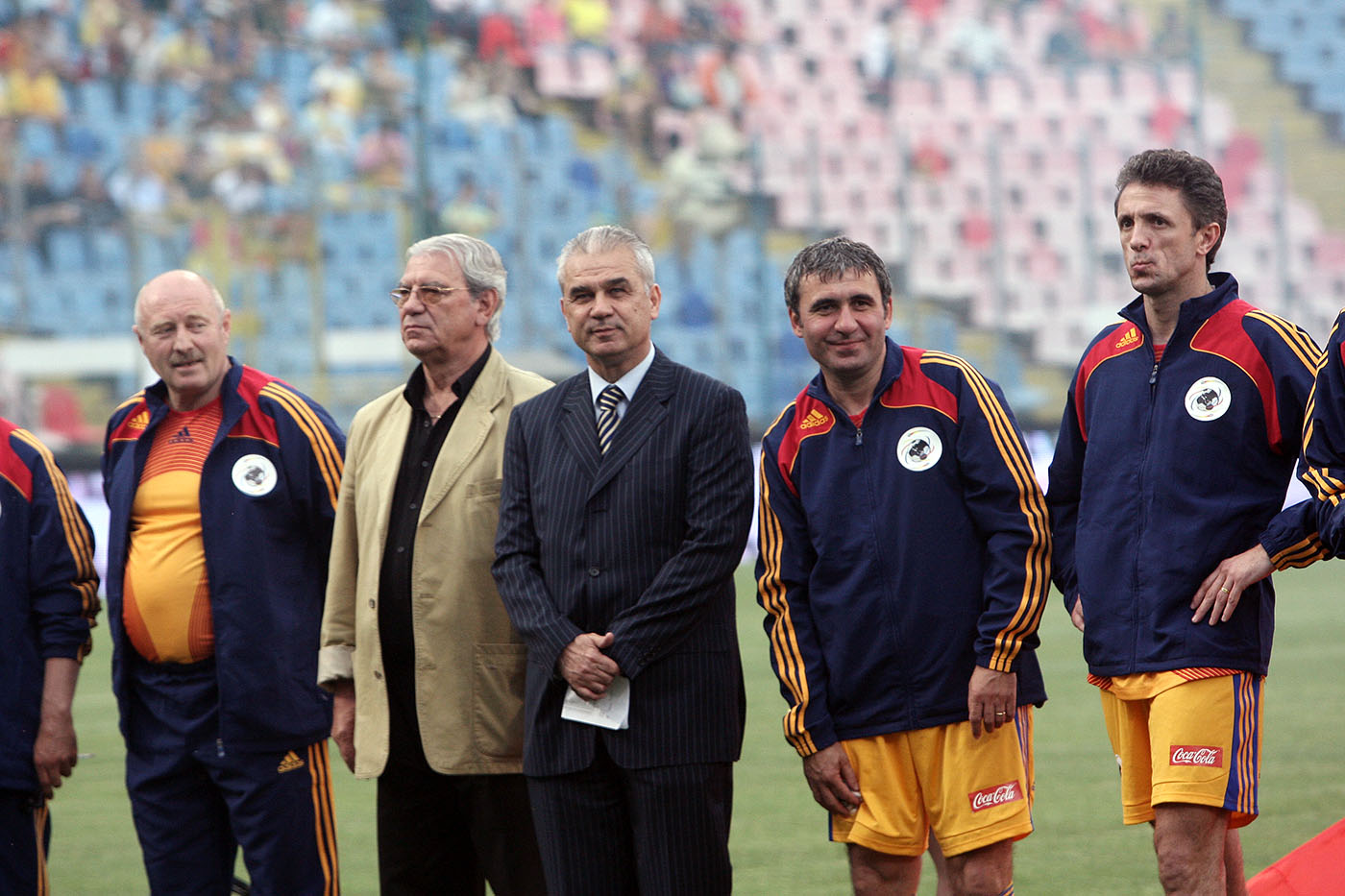
Ienei, Iordanescu, Hagi, Popescu

Po powrocie z Turcji rozpoczął pracę szkoleniową w Steaule Bukareszt, najpierw jako asystent Gheorghe Constantina. W 1975 został pierwszym trenerem; w pierwszym sezonie prowadzony przez niego zespół zajął piąte miejsce w Divizii A, ale już rok później zdobył – pierwsze od ośmiu lat – mistrzostwo kraju. W 1978 powtórzył ten wynik, ale mimo to Jenei po zakończeniu rozgrywek musiał ustąpić miejsca wracającemu do Steauy Constantinowi.
W Steaule Jenei pracował jeszcze pięciokrotnie, łącznie jako trener spędził w tym klubie dziewięć sezonów. Najbardziej owocny był ten, w którym drużyna, w której grali wówczas m.in. Helmuth Duckadam, Adrian Bumbescu, Victor Pițurcă, Ladislau Bölöni i Marius Lăcătuș, zdobyła niespodziewanie pierwszy (i jedyny) w historii Puchar Europejskich Mistrzów Krajowych (1985/1986). Po drodze Steaua pokonała drużyny mistrzów Danii, Węgier, Finlandii, Belgii, a w finale – po rzutach karnych (0:0, k. 2:0) – prowadzoną przez Terry’ego Venablesa FC Barcelonę. W tym samym czasie Jenei wywalczył także dwa tytuły mistrza kraju; łącznie w ciągu całej kariery zdobył ich pięć.
Dwukrotnie – od 1986 do 1990 i w 2000 – był selekcjonerem reprezentacji Rumunii. W czasie pierwszej kadencji zastąpił Mirceę Lucescu i – mimo iż przegrał eliminacje do Euro 1988 (w grupie kwalifikacyjnej o jeden punkt Rumunów wyprzedziła Hiszpania) – to utrzymał stanowisko i niedługo potem wywalczył pierwszy od dwudziestu lat awans do mistrzostw świata. Na samym Mundialu – po zwycięstwie nad ZSRR (2:1) i remisie z Argentyną (1:1) – Rumuni dotarli do 1/8 finału, w którym ulegli po rzutach karnych Irlandii (0:0, k. 4:5). To w reprezentacji Jeneia kariery zaczynali przedstawiciele pokolenia graczy urodzonych w drugiej połowie lat 60., najlepszego w historii futbolu rumuńskiego: Gheorghe Hagi, Florin Răducioiu, Gheorghe Popescu i Ioan Lupescu.
Wynik z Mundialu Jenei powtórzył dziesięć lat później na Euro 2000. Po raz drugi został selekcjonerem przypadkowo; miesiąc po awansie do mistrzostw przeciwko ówczesnemu trenerowi Victorowi Pițurce. Zwolniono więc szkoleniowca, a na jego miejsce powołano 63-letniego Jeneiego. Na mistrzostwach Rumuni, znów prowadzeni na boisku przez Hagiego i Popescu, wygrali z Anglią (3:2), zremisowali z obrońcami trofeum Niemcami (1:1) i przegrali z Portugalią (0:1), dzięki czemu wywalczyli awans do drugiej rundy. Tam zbyt mocni okazali się późniejsi wicemistrzowie Europy, Włosi (0:2).
W czasie swojej trwającej prawie trzydzieści lat kariery szkoleniowej Jenei pracował także w Grecji i na Węgrzech. W tym ostatnim kraju także pełnił obowiązki selekcjonera reprezentacji, jednak mniej skutecznie niż w Rumunii. Z drużyną narodową Węgier rozpoczął eliminacje do Mundialu 1994, ale jego podopieczni potrafili wygrać tylko z Luksemburgiem (3:0). W pozostałych meczach kwalifikacji zremisowali z Grecją (0:0) oraz przegrali spotkania z Islandią (1:2) i rewanż z Grekami (0:1). Jenei został zwolniony w marcu 1993. Jego następcą został Ferenc Puskás.
Po Euro 2000, zgodnie z wcześniejszymi zapowiedziami, podał się do dymisji oraz ogłosił zakończenie kariery szkoleniowej. Później był prezesem klubu Bihor Oradea oraz pracował w Rumuńskim Związku Piłki Nożnej jako dyrektor techniczny reprezentacji.

## Sukcesy
| Kariera piłkarska - Steaua Bukareszt: - mistrzostwo Rumunii 1960, 1961 i 1968 - Puchar Rumunii 1962, 1966, 1967 i 1969 | Kariera szkoleniowa - Steaua Bukareszt: - mistrzostwo Rumunii 1976, 1978, 1985, 1986 i 1994 - wicemistrzostwo Rumunii 1977 - Puchar Rumunii 1976 i 1985 - Puchar Europejskich Mistrzów Krajowych 1985–1986 - reprezentacja Rumunii: - 1/8 finału Mundialu 1990 - ćwierćfinał Euro 2000 |  |